# Sapir–Whorf-hypotesen
Sapir–Whorf-hypotesen är en kontroversiell lingvistisk hypotes uppkallad efter Edward Sapir och Benjamin Lee Whorf. Den säger att en persons alla tankar inte kan förstås av en annan person som använder ett annat språk, eftersom tankesättet är starkt påverkat av ens modersmål.
Idén framlades först av Sapir 1929, men blev utbredd först under 1950-talet, efter hans död.
Centralt i Sapir–Whorf-hypotesen är idén om lingvistisk relativitet – det vill säga att betydelseavgränsningarna mellan orden i ett språk ofta är villkorliga och säregna för språket. Sapir och Whorf gick ett steg vidare med att argumentera för att en persons världsuppfattning i hög grad är bestämd av ordförrådet och syntaxen i hans eller hennes språk.
James Cooke Brown konstruerade 1955 det konstgjorda språket loglan i syfte att testa hypotesen.
Sapir–Whorf-hypotesen har blivit kraftigt angripen av anhängare till Noam Chomsky under de efterföljande årtiondena. Senare har Sapir–Whorf-hypotesen fått en stark och en svag tolkning, där den svaga, som har flest anhängare och som har fått stort genomslag i lingvistiken i övrigt, menar att språket har en viss effekt på tankarna men inte är den största faktorn. Den starka tolkningen, som menar att språket är den främsta faktorn, är idag nästan utdöd.